# 都安乡
都安乡，是中华人民共和国广西壮族自治区百色市德保县下辖的一个乡镇级行政单位。

## 行政区划
都安乡下辖以下地区：
都安村、巴荷村、福计村、农棋村、三合村、凌雷村、坡那村、多益村、陇干村和凌圩村。